# Tomáš Havlín (hokejista)
Tomáš Havlín (* 13. července 1996) je český hokejový obránce, který k březnu roku 2025 hraje ELH za BK Mladá Boleslav. Svůj první zápas odehrál za HC Bilý Tygři Liberec.  Hrál za české reprezentace U16, U17, U18, U19 a U20.